# 仕立て屋の恋
『仕立て屋の恋』（したてやのこい、Monsieur Hire）は1989年のフランスのドラマ映画。監督はパトリス・ルコント、出演はミシェル・ブランとサンドリーヌ・ボネールなど。ある若い女性の部屋を自室からのぞき見することを趣味とする孤独な中年男性が、その女性に恋心を抱いたために起きた悲劇を描いたロマンティックサスペンス。原作はジョルジュ・シムノンの1933年の同名小説（原題：Les Fiançailles de Mr Hire）。同原作の映像化作品としてはジュリアン・デュヴィヴィエ監督による1946年の映画『パニック』などがあり、本作はそのリメイクである。

## ストーリー
殺人事件の容疑者として仕立て屋の中年男イールが浮上する。極端に几帳面で人嫌いなイールには性犯罪の前科があったからである。そんなイールの唯一の楽しみは向かいの部屋に暮らす若く美しい女性アリスの姿を覗き見ることである。イールは彼女に恋をしていたが、彼女にエミールという恋人がいることも知っていた。そんなある夜、アリスはイールが自分の部屋を覗いていることに気付く。初めは気味悪がっていたアリスだったが、ある思惑があってイールに近づく。実は殺人事件があった夜、エミールがアリスの部屋にやって来たのを目撃したイールは、エミールが犯人であることも、アリスが事件の隠蔽に協力していたことも知っていた。アリスはイールが事件のことをどこまで知っているのかを確かめるためにイールに接近したのである。イールはそんなアリスの思惑を見抜いていたが、アリスを愛しているので事件のことは通報しないと言う。そんなイールの愛にアリスの心は揺れ、2人の距離は急速に縮まる。そしてイールはアリスに2人で逃げようと列車のチケットを渡す。ところが、約束の時間にアリスは来なかった。落胆したイールが部屋に戻ると、そこには刑事とアリスがいた。アリスは被害者のバッグをイールのタンスの中から見つけたとして刑事を呼び出し、イールを犯人に仕立て上げたのだ。自分を裏切ったアリスにイールは「君を少しも恨んではいない。ただ死ぬほど切ないだけだ。君は喜びをくれた」と言うと、油断した刑事の隙を突いて屋上に逃げるが、足を滑らして転落死する。その様子をアリスは感情を押し殺して部屋の窓から見つめる。その後、事件の真相はイールが刑事に残した手紙とエミールが犯行時に着ていた血の付いたコート（エミールが捨てた空き地でイールが拾って隠し持っていた）が見つかったことで明らかになる。その手紙は、アリスと国外逃亡したことを前提としたもので、法律上は共犯のアリスを見逃して欲しい、自分とアリスの幸せを祝福して欲しいと願う内容であった。

## キャスト
- イール: ミシェル・ブラン
- アリス: サンドリーヌ・ボネール
- エミール: リュック・テュイリエ
- 刑事: アンドレ・ウィルム

## 製作
マイケル・ナイマンによる音楽では、ヨハネス・ブラームスの『ピアノ四重奏曲第1番ト短調』第4楽章から一部分を使用している。演奏は、アレクサンデル・バラネスク、ケイト・ムスカー、トニー・ハイニガンに、マイケル・ナイマン自身も加わっている（エンド・クレジットより）。

## 評価
Rotten Tomatoesによれば、14件の評論の全てが高評価で、平均点は10点満点中8.1点となっている。
第42回カンヌ国際映画祭のコンペティション部門に出品された他、第15回セザール賞では作品賞、主演男優賞（ミシェル・ブラン）、主演女優賞（サンドリーヌ・ボネール）、監督賞、音楽賞、音響賞、編集賞、ポスター賞の8部門でノミネートされ、音響賞を受賞している。